# Аднан ат-Тальяні
Аднан ат-Тальяні (араб. عدنان الطلياني, нар. 30 жовтня 1964, Шарджа) — еміратський футболіст, що грав на позиції нападника.
Виступав за клуб «Аль-Шааб», а також національну збірну ОАЕ, у складі якої є рекордсменом за кількістю офіційних матчів та забитих голів.

## Клубна кар'єра
У дорослому футболі дебютував 1980 року виступами за команду клубу «Аль-Шааб», кольори якої і захищав протягом усієї своєї кар'єри гравця, що тривала двадцять років. У складі «Аль-Шааба» був одним з головних бомбардирів команди, маючи середню результативність на рівні 0,56 голу за гру першості.

## Виступи за збірну
У 1983 році дебютував в офіційних матчах у складі національної збірної ОАЕ. Протягом кар'єри у національній команді, яка тривала 15 років, провів у формі головної команди країни 164 матчі, забивши 53 голи (обидва показники є рекордними для еміратської збірної).
У складі збірної був учасником чемпіонату світу 1990 року в Італії, а також трьох розіграшів континентальної першості: кубка Азії 1984 у Сінгапурі, кубка Азії 1988 у Катарі, а також домашнього для еміратців кубка Азії 1996, на якому вони здобули «срібло». Завдяки останньому успіху збірна ОАЕ з ат-Тальяні у складі отримала право участі у розіграші Кубка конфедерацій 1997 року, що проходив у Саудівській Аравії.

## Титули і досягнення
- Срібний призер Кубка Азії: 1996